# Gertraude Krueger
Gertraude Krueger (* 1949) ist eine deutsche Übersetzerin.

## Leben
Gertraude Krueger studierte Anglistik. Danach war sie zunächst als Lehrerin tätig. In den späten 1970er Jahren war sie in der West-Berliner Frauenbewegung aktiv.
Seit 1985 erschienen zahlreiche Übersetzungen aus dem Englischen und einige wenige aus dem Russischen von ihr.
Sie lebt als freie Übersetzerin in Berlin.

## Publikationen (Auswahl)
Gertraude Krueger übersetzte über 20 Bücher von Julian Barnes sowie weitere von E. L. Doctorow, Alice Walker, Jhumpa Lahiri und anderen Autoren und Autorinnen.

### Übersetzungen aus dem Englischen
Julian Barnes
- Metroland (Metroland), Roman, Haffmans, Zürich 1989, ISBN 3-251-00143-4.
- In die Sonne sehen (Staring at the Sun), Roman, Haffmans, Zürich 1991, ISBN 3-251-00191-4.
- Eine Geschichte der Welt in 10 ½ Kapiteln (A History of the World in 10 ½ Chapters), Roman, Haffmans, Zürich 1992, ISBN 3-499-22134-9.
- Darüber reden (Talking It Over), Roman, Haffmans, Zürich 1992, ISBN 3-251-00204-X.
- Briefe aus London. 1990–1995 (Letters from London), Essays, Haffmans, Zürich 1995, ISBN 3-251-00300-3; mit Robin Cackett.
- Dover – Calais (Cross Channel), Erzählungen, Haffmans, Zürich 1996, ISBN 3-251-00328-3.
- England, England (England, England), Roman, Kiepenheuer & Witsch, Köln 1999, ISBN 3-462-02830-8.
- Liebe usw. (Love etc.), Roman, Kiepenheuer & Witsch, Köln 2000, ISBN 3-462-03076-0.
- Tour de France (Something to Declare), Essays, Kiepenheuer & Witsch 2003, ISBN 3-462-03305-0.
- Fein gehackt und grob gewürfelt. Der Pedant in der Küche (The Pedant in the Kitchen), Essays, Kiepenheuer & Witsch, Köln 2004, ISBN 3-462-03419-7.
- Der Zitronentisch (The Lemon Table), Erzählungen, Kiepenheuer & Witsch, Köln 2005, ISBN 3-462-03616-5.
- Arthur & George (Arthur & George), Roman, Kiepenheuer & Witsch 2007, ISBN 3-462-03706-4.
- Nichts, was man fürchten müsste (Nothing to Be Frightened Of), Autobiographie, Kiepenheuer & Witsch, Köln 2010, ISBN 978-3-462-04186-6.
- Vom Ende einer Geschichte (The Sense of an Ending.), Roman, Kiepenheuer & Witsch, Köln 2011, ISBN 978-3-462-04433-1.
- Unbefugtes Betreten (Pulse), Erzählungen, Kiepenheuer & Witsch, Köln 2012, ISBN 978-3-462-04480-5; mit Thomas Bodmer.
- Am Fenster (Through the Window), Siebzehn Essays über Literatur und eine Short Story, Kiepenheuer & Witsch, Köln 2016, ISBN 978-3-462-04864-3; mit Thomas Bodmer, Alexander Brock und Peter Kleinhempel.
- Lebensstufen (Levels of Life), Essay, Kiepenheuer & Witsch, Köln 2015, ISBN 978-3-462-04727-1 (über die französische Schauspielerin Sarah Bernhardt).
- Kunst sehen (Keeping an Eye Open), erweiterte Neuausgabe mit sieben zusätzlichen Essays, Kiepenheuer & Witsch, Köln 2019, ISBN 978-3-462-04917-6; mit Thomas Bodmer.
- Der Lärm der Zeit (The Noise of Time), Roman, Kiepenheuer & Witsch, Köln 2017, ISBN 978-3-462-04888-9 (über den sowjetischen Komponisten Dmitri Schostakowitsch[1]).
- Die einzige Geschichte (The Only Story), Roman, Kiepenheuer & Witsch, Köln 2019, ISBN 978-3-462-05154-4.
- Der Mann im roten Rock (The Man in the Red Coat), Kiepenheuer & Witsch, Köln 2021, ISBN 978-3-462-05476-7.
- Elizabeth Finch (Elizabeth Finch), Roman, Kiepenheuer & Witsch, Köln 2022, ISBN 978-3-462-00327-7.

Alice Walker
- Roselily. 13 Liebesgeschichten, 1986; Neuauflage Kunstmann, München 2006
- Beim Schreiben der Farbe Lila und andere Essays, Frauenbuchverlag, München 1987
- Auf der Suche nach den Gärten unserer Mütter, Essays, Frauenbuchverlag, München 1987

Jhumpa Lahiri
- Einmal im Leben (Once in a Lifetime), Rowohlt, Reinbek 2008, ISBN 978-3-498-03929-5.
- Fremde Erde. Erzählungen (Unaccustomed Earth. Short stories), Rowohlt, Reinbek 2010, ISBN 978-3-499-24839-9
- Das Tiefland (The Lowland). Rowohlt, Reinbek 2014, ISBN 978-3-498-03931-8.

E. L. Doctorow
- Homer & Langley, (Homer & Langley), Kiepenheuer und Witsch, Köln 2011, ISBN 978-3-462-04298-6.
- Alle Zeit der Welt, Storys, Kiepenheuer & Witsch, Köln 2013, ISBN 978-3-462-30684-2.
- In Andrews Kopf (Andrew’s Brain), Roman, Kiepenheuer & Witsch, Köln 2015, ISBN 978-3-462-04812-4.

Weitere Autorinnen und Autoren
- Siri Hustvedt: Die Leiden eines Amerikaners (The Sorrows of an American), Roman, Rowohlt, Reinbek 2008, ISBN 978-3-498-02985-2; mit Uli Aumüller.
- Justine Picardie: Chanel. Ihr Leben. (Coco Chanel. The Legend and the Life.) Steidl, Göttingen 2011, ISBN 978-3-86930-179-2; mit Dorthe Kaiser und Zeichnungen von Karl Lagerfeld (über Coco Chanel).
- William Boyd: Brazzaville Beach, Kampa Verlag, Zürich 2019, ISBN 978-3-311-10006-5.

### Übersetzungen aus dem Russischen
- Wladimir Majakowski: Tragödie, Friedenauer Presse, Berlin, 1985, Übertragung von Heiner Müller, Übersetzung der Marginalien (Randbemerkungen) der Regieanweisungen von Gertraude Krueger
- Andrej Tarkowskij: Hoffmanniana. Szenario für einen nicht realisierten Film, München 1987
- Michail Druskin: Alexander Skrjabin, Essay, in: Alexander Skrjabin: Briefe. Mit zeitgenössischen Dokumenten und einem Essay von Michail Druskin. Hrsg. und Übersetzung der Briefe Skrjabins sowie der Dokumente aus dem Russischen von Christoph Hellmundt; Übersetzung des Essays von Michail Druskin von Gertraude Krueger. Verlag Philipp Reclam jun., Leipzig 1988 (= Reclams Universal-Bibliothek, Bd. 1260: Kunstwissenschaften) ISBN 3-379-00360-3

### Hörspiele
- 2004: Andrej Tarkowski: Hoffmanniana. Nach einem Szenario für einen nicht realisierten Film (Übersetzung aus dem Russischen) – Bearbeitung und Regie: Kai Grehn (Hörspielbearbeitung – RBB/SWR)
- 2012: Edgar Lawrence Doctorow: Homer & Langley (Übersetzung aus dem Amerikanischen) – Bearbeitung und Regie: Martin Heindel (Hörspielbearbeitung – HR)

### Artikel
- „Kunst in die Produktion.“ Wer baut den Sozialismus?, in Courage. Berliner Frauenzeitung, Heft 4, 1977, S. 23–25 Text; über Ausstellung über sowjetische Kunst in der Akademie der Künste Berlin